# Retour sans espoir
Pour plus de détails, voir Fiche technique et Distribution.
Retour sans espoir (Beyond Glory) est un film américain réalisé par John Farrow, sorti en 1948.

## Synopsis
À l'Académie militaire de West Point, le cadet Rockwell "Rocky" Gilman doit passer devant une commission d'enquête pour déterminer s'il a été indûment sévère sur le 2de classe Raymond Denmore Jr. Lors de l'audience, l'avocat de Raymond, Lew Proctor, se propose de prouver que Rocky est inapte et peut même être pénalement responsable. En raison de la nature sérieuse des charges, Rocky ne doit pas discuter de son cas avec quiconque, ni quitter ses quartiers. Cette nuit, Rocky ne se rend pas à son rendez-vous avec sa petite amie, Ann Daniels, sans lui donner d'explication. 
L'audience reprend le lendemain, et Eddie Loughlin, un ami de Rocky, fait sa déposition. il raconte comment Rocky a résisté aux rigueurs de l'entraînement de l'académie, surtout dans sa première année, alors qu'il était encore gêné par sa blessure de guerre.
Rocky témoigne ensuite et parle de ses expériences de guerre. Il est appelé en décembre 1941, lorsqu'il apprend que tous les soldats doivent obéir sans réserve à leurs officiers supérieurs, il s'inscrit à la formation des officiers qu'il termine avec succès. Rocky est affecté dans le même régiment que son ami, le Lieutenant Harry Daniels, diplômé de West Point, et que leur ami commun Loughlin. Lors d'une bataille contre les troupes du général Rommel en Tunisie, Harry est tué et Rocky est blessé. Rocky passe deux ans dans un hôpital de l'armée, il refuse la Distinguished Service Cross. Après avoir été libéré, il retourne à Brooklyn et apprend que son ancienne amie s'est mariée. Rocky essaie divers emplois avant de se rendre compte qu'il n'arrive pas à s'adapter à la vie civile. Lors de la célébration de la victoire en Europe, toute la ville est en fête, mais Rocky a le sentiment que les gens dansent sur les tombes d'innombrables soldats et va plutôt voir la famille de Harry, y compris sa femme Ann. Rocky conclut sa déposition en précisant qu'il s'est inscrit plus tard à l'Académie. 
John Craig, un infirmier à l'hôpital où Rocky a récupéré de ses blessures de guerre, témoigne ensuite à propos de son ancien patient : Rocky souffre de violents cauchemars, mais refuse de discuter de ce qui le trouble. Lorsque le Dr White lui donne un médicament pour l'aider, Rocky révèle enfin que pendant la bataille à Tunis, Harry lui a ordonné de faire une contre-attaque à un moment précis, mais Rocky a inexplicablement retardé l'attaque pendant trois minutes, ce qui a eu comme résultat la mort de Harry. Rocky est incapable d'expliquer le retard et croit qu'il est un lâche. Lors de l'audience, Rocky refuse de parler de la bataille et est d'accord avec Proctor quand celui-ci l'accuse d'avoir délibérément désobéi aux ordres. Proctor demande un passage immédiat en cour martiale, mais le général chargé de l'audience préliminaire refuse. 
Cette nuit, après avoir reçu un mot d'Ann disant qu'elle s'en va, Rocky se faufile hors du camp et va la voir à New York. Rocky lui dit qu'il démissionne de West Point et peut partir avec elle, mais Ann refuse d'accepter qu'il quitte l'Académie après tous ses efforts, et insiste pour qu'il retourne au camp. Le lendemain, Rocky continue de soutenir qu'il a causé la mort de Harry par sa propre désobéissance. 
Pop Dewing, le père adoptif de Rocky, arrive inopinément avec trois témoins pour parler au nom de Rocky. 
La première à parler est Ann, qui se souvient qu'elle a rencontré Rocky au soir du jour de la victoire et de sa surprise quand Rocky lui a confessé avoir causé la mort de Harry. Ann se rend compte qu'il est torturé par une culpabilité erronée et, bien qu'elle soit toujours en deuil, elle essaie de l'aider. Un jour, elle l'emmène à une cérémonie de West Point qui commémore la mort de Harry. Rocky est mal à l'aise d'être dans un environnement militaire. Peu de temps après, Ann admet auprès de sa belle-mère qu'elle a des sentiments pour Rocky. Mme Daniels lui lit alors la dernière lettre de Harry, dans laquelle il lui dit qu'il veut qu'Ann vive normalement s'il meurt. Quand Rocky vient cette nuit-là, il lui dit qu'il s'est inscrit à West Point. Ann continue à voir Rocky lors de vacances à West Point, mais elle n'est pas certaine qu'il ait l'intention de l'épouser. Quand Rocky ne se rend pas à leur dernier rendez-vous, Ann décide de le quitter jusqu'à ce qu'il revienne avec des nouvelles de sa démission.
Pop appelle ensuite le docteur White à la barre, qui témoigne qu'après avoir relu le dossier médical de Rocky, il s'est rendu compte qu'il y avait un trou dans son souvenir de la bataille. Un des soldats du régiment de Rocky témoigne ensuite : après avoir reçu les ordres de Harry à Tunis, Rocky marche en tête de ses soldats alors qu'ils approchent d'un bosquet dissimulant des blindés allemands. Pendant que le soldat repart en arrière pour aider un blessé, Rocky perd connaissance à la suite d'une explosion toute proche. Lorsque le soldat revient auprès de Rocky, celui-ci se réveille sans se rendre compte qu'il a été inconscient quelques instants. Il est désolé d'apprendre que l'heure précise demandée par Harry est passée. Il détruit le tank, mais Harry a déjà été tué. Comme Rocky a toujours refusé de parler de l'incident, il n'était pas au courant de sa commotion, et donc de la raison de son retard.
Apprenant cela, Raymond admet qu'il avait menti à propos de l'attitude de Rocky pendant l'entraînement et les charges sont abandonnées. Plus tard, le Général Dwight D. Eisenhower fait un discours lors de la remise des diplômes à West Point, et Rocky est parmi les fiers diplômés.

## Fiche technique
- Titre original : Beyond Glory
- Titre français : Retour sans espoir
- Réalisation : John Farrow
- Scénario : Jonathan Latimer, Charles Marquis Warren, William Wister Haines (en)
- Direction artistique : Hans Dreier, Franz Bachelin (en), Robert Clatworthy
- Décors : Sam Comer, Ray Moyer
- Costumes : Edith Head
- Photographie : John F. Seitz
- Son : Hugo Grenzbach, Walter Oberst
- Montage : Eda Warren
- Musique : Victor Young
- Production : Robert Fellows (en)
- Société de production : Paramount Pictures
- Société de distribution : Paramount Pictures
- Pays de production :  États-Unis
- Langue originale : anglais
- Format : noir et blanc — 35 mm — 1,37:1 — son Mono
- Genre : drame
- Durée : 82 minutes
- Dates de sortie :
  - États-Unis : 3 août 1948
  - France : 3 août 1951

## Distribution
- Alan Ladd : Capitaine Rockwell "Rocky" Gilman
- Donna Reed : Ann Daniels
- George Macready : Général Bond
- George Coulouris : Lew Proctor
- Harold Vermilyea : Raymond Denmore, Sr.
- Henry Travers : "Pop" Dewing
- Tom Neal : Capitaine Henry Jason Daniels
- Conrad Janis : Raymond Denmore, Jr.
- Dick Hogan : Sergent Eddie Loughlin
- Paul Lees : Cadet Miller
- Audie Murphy : Cadet Thomas
- Margaret Field : Cora
- Steve Pendleton : Général Prescott
- Charles Evans : M. Julian
- Jackie Searl : Lieutenant Brown

## Autour du film
- C'est le premier film dans lequel joue Audie Murphy[1].
- Le film a été tourné en partie à l'Académie militaire de West Point, dans l'État de New York[1].